# Тангер, Хелен
Хелен Тангер (нидерл. Helen Tanger, род. 22 августа 1978; Амстердам, Нидерланды) — голландская спортсменка, гребчиха, призёр чемпионата и кубка мира по академической гребле, а также Летних Олимпийских игр 2008, 2012 года.

## Биография
Хелен Тангер родилась 22 августа 1978 года в Амстердаме, провинция Северная Голландия. Профессиональную карьеру гребца начала с 1997 года. Тренируется в составе клуба «Okeanos RSVU», Амстердам. Выпускница Сиракузского университета города Нью-Йорк, который окончила в 2001 году.
Первые соревнования на международной арене, в которых Тангер приняла участие был III этап кубка мира по академической гребле 2000 года в Люцерне, Швейцария (2000 WORLD ROWING CUP III). В финале заплыва четверок голландская команда с результатом 07:02.330 выиграла серебряную медаль, преодолев дистанцию идя на втором месте со старта и до самого финиша. Третье место за командой из Австралии (07:03.510), а первое за немецкими гребцами (06:58.390).
Следующая медаль в актив Тангер была получена во время выступление на III этапе кубка мира по академической гребле 2003 года в Люцерне. В заплыве четверок её команда смогла принести сборной Нидерландов серебряную медаль. С результатом 06:33.990 голландские гребцы заняли второе место, уступив первенство и чемпионство соперницам из Австралии (06:30.740 — 1-е место), но обогнав сборную Германии (06:34.060 — 3-е место).
На Летних Олимпийских играх 2008 года в Пекине, Тангер отправилась в составе голландской команды восьмёрок. С результатом 06:07.220 они финишировали вторыми и завоевали серебряные медали, а первенство уступлено соперницам из США (06:05.340).
В 2012 году во время Летних Олимпийских игр в Лондоне голландская восьмёрка в составе который была Тангер, заняла третье место с результатом 6:13.12, уступив первенство командам из Канады (6:12.06 — 2-е место) и США (6:10.59 — 1-е место).